# ويلهلم فريدي
ويلهلم فريدي (بالدنماركية: Wilhelm Freddie)‏ هو رسام دنماركي، ولد في 7 فبراير 1909 في كوبنهاغن في الدنمارك، وتوفي بنفس المكان في 26 أكتوبر 1995.

## وصلات خارجية
- ويلهلم فريدي على موقع IMDb (الإنجليزية)
- ويلهلم فريدي على موقع قاعدة بيانات الفيلم (الإنجليزية)